# Zagraj ze mną...
Zagraj ze mną... – dziesiąty album zespołu Skaner wydany 20 października 2009 w firmie fonograficznej Green Star. Album został wydany po 10 latach przerwy. Do piosenek Zagraj ze mną oraz Amore zostały nagrane teledyski.

## Lista utworów[3]
1. Amore
2. Zagraj Ze Mną
3. Lato 2009
4. Moje S.O.S
5. Czy wiesz czego chcę?
6. Wiem że czekasz
7. Nie jesteś ideałem
8. Kasyno
9. W tańcu lepiej ciebie znam
10. Zamknij oczy a ja
11. Dziękuję za
12. S.O.S RMX
13. Amore RMX
14. Zagraj ze mną RMX